# Mexicains blancs
Mexicains blancs (espagnol : Mexicanos blancos) sont des personnes au Mexique qui s'identifient comme blanches, souvent en raison de leur apparence physique ou de leur reconnaissance d'une ascendance européenne. Le gouvernement mexicain effectue des recensements ethniques qui permettent aux individus de s'identifier comme « Blancs ». Mais les résultats spécifiques de ces recensements ne sont pas rendus publics. En revanche, il publie des données sur le pourcentage de « Mexicains à la peau claire » dans le pays. En 2010, il était de 47 % (40 % des hommes et 54 % des femmes choisissant les trois nuances les plus claires), il est passé à 49 % en 2017. Le terme « Mexicain à la peau claire » est préféré par le gouvernement et les médias pour décrire les personnes au Mexique qui possèdent des traits physiques européens lorsqu'il s'agit de discuter de la dynamique ethno-raciale. Toutefois, l'expression « Mexicain blanc » est parfois encore utilisée.
Les estimations de la population blanche du Mexique varient considérablement en raison de méthodologies et de pourcentages différents. Des sources non officielles comme le World Factbook et l'Encyclopædia Britannica, qui basent leurs estimations sur les résultats du recensement de 1921, suggèrent une population mexicaine blanche comprise entre 9 %[1] et 20 %-30 %[2]. Cependant, l'exactitude des résultats du recensement de 1921 a été contestée par des historiens. Des recherches récentes suggèrent également que les Mexicains ne s'identifient pas nécessairement de la manière indiquée par ces sources.
Les enquêtes qui prennent en compte les traits phénotypiques et les recherches sur le terrain donnent des pourcentages plus élevés de Mexicains blancs. Par exemple, une étude utilisant les cheveux blonds comme référence a révélé que 23 % de la population de l'Université métropolitaine autonome du Mexique pouvait être classée comme blanche. Au niveau national, une enquête de l'American Sociological Association montre un pourcentage de 18,8 % en utilisant une méthode similaire. Une autre étude menée par l'University College London en collaboration avec l'Institut national d'anthropologie et d'histoire a révélé que 18 % des Mexicains avaient les cheveux blonds et 28 % les yeux clairs. Les investigations du Conseil national pour la prévention de la discrimination utilisant la couleur de la peau comme référence font état respectivement de 47 % et de 49 %.
La présence des Européens au Mexique remonte à la conquête espagnole de l'empire aztèque, et pendant la période coloniale, la plupart des immigrants européens étaient espagnols. Cependant, aux XIXe siècle et XXe siècle, d'importantes vagues de populations européennes et d'origine européenne d'Amérique du Nord et d'Amérique du Sud ont immigré au Mexique. Ce brassage entre immigrants européens et peuples indigènes a donné naissance au groupe des métis, qui constituait la majorité de la population mexicaine au moment de la Révolution mexicaine.
Certains chercheurs remettent en question cette thèse, en citant des registres d'église et de recensement qui indiquent que les unions interraciales au Mexique étaient rares parmi tous les groupes,. Ces documents contestent également d'autres récits académiques, tels que l'idée que les immigrants européens étaient principalement des hommes ou que les « purs Espagnols » formaient une petite élite. En fait, les Espagnols constituaient souvent le groupe ethnique le plus nombreux dans les villes coloniales et il y avait des travailleurs subalternes et des personnes pauvres qui étaient aussi d'origine espagnole.
Outre les Mexicains blancs et les populations indigènes, il existe un groupe connu sous le nom de Mestizos. Les métis ont des degrés variables d'ascendance européenne et indigène, certains ayant une ascendance génétique européenne supérieure à 90 %. Bien que les marqueurs génétiques font penser que la plupart des immigrants européens au Mexique étaient des hommes alors que la population moderne du Mexique s'est principalement formée par le mélange d'hommes espagnols et de femmes amérindiennes,,,, le degré de cette asymétrie des sexes varie considérablement selon l'étude. Les chiffres relatifs à la contribution maternelle amérindienne varient entre 59% et 90%, tandis que les recherches sur le chromosome X montrent moins de variations, la contribution féminine amérindienne oscillant entre 50 % et 54 %. Les critères de définition d'un métis varient d'une étude à l'autre, étant donné qu'au Mexique, un grand nombre de personnes d'ascendance européenne ont été historiquement classées comme métisses. Après la Révolution mexicaine, le gouvernement mexicain a commencé à définir l'appartenance ethnique sur la base de critères culturels (principalement la langue parlée) plutôt que raciales.

## Histoire

### Implantation des Européens au Mexique

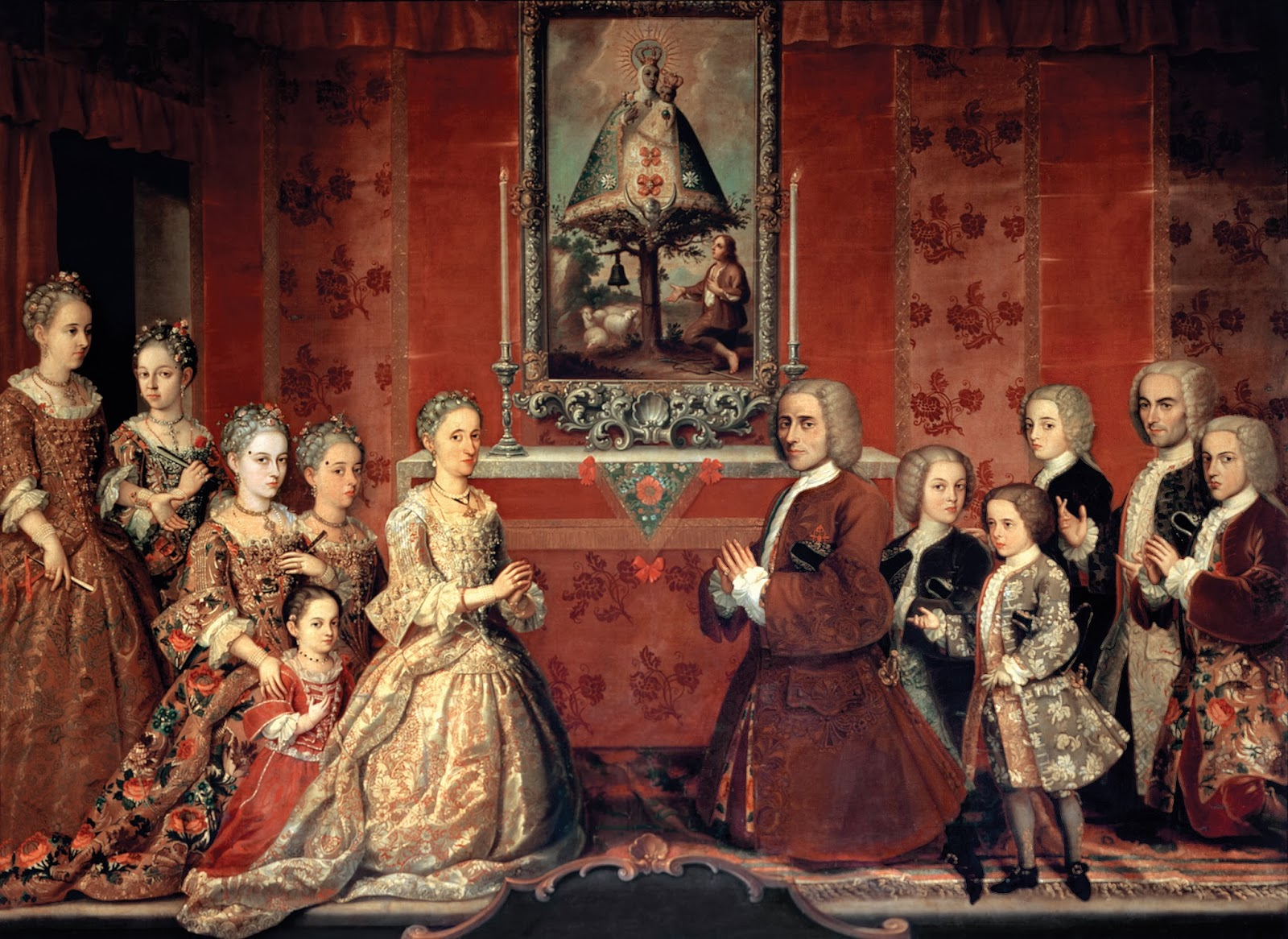
Portrait de la famille Fagoaga Arozqueta. Une famille coloniale mexicaine de classe supérieure d'ascendance espagnole (appelée Criollos) à Mexico, Nouvelle-Espagne, 1730.

La présence des Européens dans ce que l'on appelle aujourd'hui le Mexique remonte à la conquête espagnole de l'empire aztèque au début du XVIe siècle par Hernán Cortés. Après des années de guerre, la coalition dirigée par Cortés, composée des Totonaques, les Tlaxcaltecas et les Texcocains entre autres, est finalement parvenue à conquérir l'Empire aztèque, ce qui a abouti à la création de la vice-royauté de la Nouvelle-Espagne. Dans ce nouvel État, les Espagnols détenaient le plus grand pouvoir politique et économique même s’ils ont accordé une série de privilèges aux membres des tribus indigènes alliées, tels que des titres nobiliaires et des étendues de terre,. Le petit nombre d'Espagnols qui habitaient le nouveau royaume allait bientôt être complété par un flux migratoire régulier d'Espagnols car il était dans l'intérêt de la couronne espagnole d'hispaniser et de christianiser la région  étant donné que les peuples indigènes et leurs coutumes étaient considérés comme non civilisés, la langue et la culture espagnoles ont été donc imposées et les indigènes supprimés,.
L'expérience mexicaine reflète en grande partie celle du reste de l'Amérique latine, car les attitudes à l'égard de la race, y compris l'identification, ont été définies par les conquistadors et les Espagnols qui sont arrivés peu après. Tout au long de la période coloniale, les Espagnols et leurs descendants, appelés « criollos », sont restés plus nombreux que les indigènes et les «métis», c'est-à-dire ceux dont les parents sont à la fois espagnols et indigènes, (bien qu'une personne ayant 7/8 d'ascendance espagnole et 1/8 ou moins d'ascendance indigène puisse être considérée comme un « criollo ».) Pour conserver le pouvoir, les Espagnols ont mis en place un système de classes hiérarchiques dans la société de la Nouvelle-Espagne, les personnes nées en Espagne (appelées péninsules) étant les plus privilégiées, suivies des criollos, puis des métis, des indigènes et enfin des Africains. Néanmoins, le système n'était pas complètement rigide et des éléments comme la classe sociale, les relations sociales et l'ascendance d'une personne entraient en ligne de compte. Cependant, la notion d'« espagnolité » reste au sommet de la classe sociale et celle « d'indianité » au bas de l'échelle, les métis se situant quelque part au milieu. Cette idée est restée officiellement en vigueur jusqu'à la fin de la période coloniale.

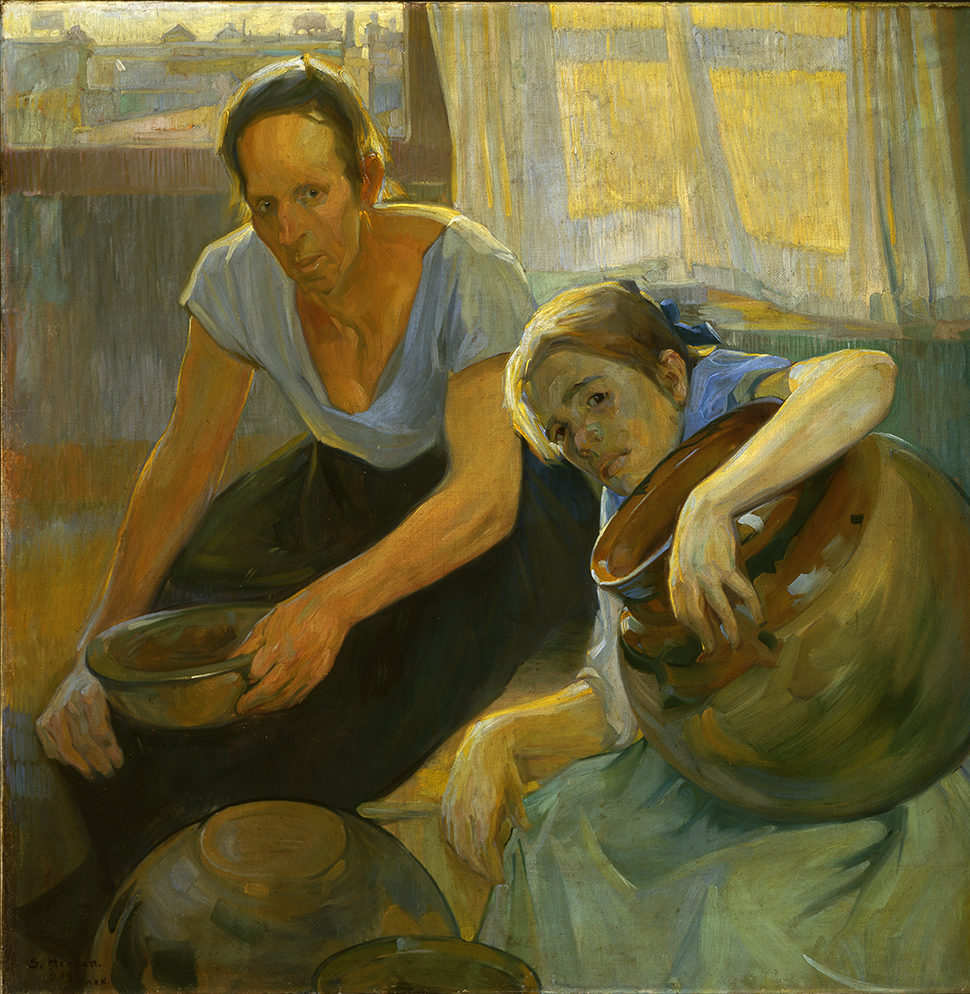
Vendedora de ollas (vendeuse de pots). Saturnino Herrán, 1909.

Le ressentiment des Criollos à l'égard des privilèges accordés aux péninsules  a été la principale raison de la guerre d'indépendance mexicaine. À la fin de la guerre, en 1821, le nouveau gouvernement mexicain a expulsé les péninsules (environ 10 000 à 20 000 personnes) dans les années 1820 et 1830, ce qui, dans une certaine mesure, a empêché l'ethnie européenne de croître en pourcentage. Cette expulsion n'a toutefois pas conduit à une interdiction permanente des immigrants européens, même en provenance d'Espagne. L'indépendance n'a pas supprimé les privilèges économiques et sociaux fondés sur la race, puisque les Criollos ont pris la relève des Espagnols de naissance. La division entre « Espagnols » et « indigènes » subsiste, les Criollos se distinguant du reste de la société en tant que gardiens de la culture espagnole et de la religion catholique. Toutefois, en raison de l'abolition du système des castes, la division est devenue davantage liée à l'argent et à la classe sociale qu'aux différences biologiques, ce qui a accru les possibilités de mobilité sociale pour les métis et les indigènes mexicains. C'est pourquoi la plupart des luttes politiques et culturelles de la fin du XIXe siècle et au du début du XXe siècle se sont déroulées entre les Criollos et les Mestizos.
Selon le premier recensement racial du Mexique, publié en 1793, la population euro descendante représentait entre 18 % et 22 % de la population (les Mestizos représentant 21 % à 25 % et les Amérindiens 51 % à 61 %). En 1921, lors du deuxième recensement national prenant en compte la race d'une personne, seuls 9 % de la population s'identifiaient comme étant d'origine européenne, 59 % étant des Mestizos et 29 % des Amérindiens. Pendant longtemps, les résultats du recensement de 1921 ont été considérés comme des faits solides, des publications internationales telles que The World Factbook et Encyclopædia Britannica les ayant utilisés comme référence pour estimer la composition raciale du Mexique jusqu'à aujourd'hui, plus récemment, des universitaires mexicains les ont soumis à un examen minutieux, affirmant qu'une modification aussi radicale des tendances démographiques n'était pas possible et citant, entre autres statistiques, la fréquence relativement faible des mariages entre personnes d'ascendances continentales différentes,. Au début des années 1890, des immigrants du nord de l'Italie ont été amenés de la région de Vénétie vers le Mexique pour blanchir la population.

## Distribution

### Recensements officiels
Historiquement, les études démographiques et les recensements n'ont jamais été à la hauteur des attentes d'une population aussi diverse et nombreuse que celle du Mexique : le premier recensement racial a été réalisé en 1793, et il s'agissait également du tout premier recensement national de la population du Mexique (alors connu sous le nom de Nouvelle-Espagne). Seule une partie des données originales subsiste, et la plupart des informations connues à ce sujet proviennent donc d'essais réalisés par des chercheurs qui, à l'époque, utilisaient les résultats du recensement comme référence pour leurs propres travaux. Plus d'un siècle s'est écoulé jusqu'à ce que le gouvernement mexicain effectue un nouveau recensement racial en 1921 (certaines sources affirment que le recensement de 1895 comprenait une classification raciale complète, mais selon les archives historiques de l'Institut national des statistiques du Mexique, ce n'était pas le cas). Si le recensement de 1921 a été le dernier à inclure une classification raciale complète, le gouvernement mexicain a récemment mené des enquêtes à l'échelle nationale afin de quantifier la plupart des groupes ethniques qui vivent dans le pays, ainsi que les dynamiques sociales et les inégalités entre eux.
recensement de 1793

Nouvelle-Espagne en 1819 avec les frontières établies lors du traité Adams-Onís

Également connu sous le nom de « recensement de Revillagigedo », car sa création a été ordonnée par le comte du même nom, ce recensement a été le premier recensement national de la population du Mexique (alors connu sous le nom de vice-royauté de la Nouvelle-Espagne). La plupart des données originales ayant été perdues, l'essentiel de ce que l'on sait aujourd'hui à son sujet provient d'essais et d'enquêtes sur le terrain réalisés par des universitaires qui avaient accès aux données du recensement et les utilisaient comme référence pour leurs travaux, comme le géographe prussien Alexander von Humboldt. Chaque auteur donne des estimations différentes pour chaque groupe racial du pays, bien qu'elles ne varient pas beaucoup : les Européens représentent entre 18 et 22 % de la population de la Nouvelle-Espagne, les Métis entre 21 et 25 %, les Indiens entre 51 et 61 % et les Africains étant entre 6 000 et 10 000. Les estimations données pour la population totale varient entre 3 799 561 et 6 122 354. Les auteurs concluent donc qu'au cours de près de trois siècles de colonisation, les tendances à la croissance démographique des Blancs et de celle des Métis ont été les mêmes, tandis que le pourcentage total de la population indigène a diminué à un rythme de 13 % à 17 % par siècle. Les auteurs de ces enquêtes affirment que la diminution de la population indigène ne s'explique pas par le fait que les Blancs et les Métis ont un taux de natalité plus élevé, mais plutôt par le fait que cette population souffre d'un taux de mortalité plus élevé. Les raisons sont qu'ils vivent dans des endroits isolés plutôt que dans des villes fondées par les colons espagnols ou bien parce qu'ils sont en guerre avec ces derniers. C'est également pour ces raisons que le nombre d'indigènes mexicains varie le plus d'une publication à l'autre, car dans certains cas, leur nombre dans un lieu donné a été estimé plutôt que compté, ce qui a conduit à des surestimations dans certaines provinces et à des sous-estimations dans d'autres.
| Intendance/territoire | Population européenne (%) | La population indigène (%) | Population métisse (%) |
| --------------------- | ------------------------- | -------------------------- | ---------------------- |
| Mexique               | 16,9%                     | 66,1%                      | 16,7%                  |
| Puebla                | 10,1%                     | 74,3%                      | 15,3%                  |
| Oaxaca                | 06,3%                     | 88,2%                      | 05,2%                  |
| Guanajuato            | 25,8%                     | 44,0%                      | 29,9%                  |
| San Luis Potosí       | 13,0%                     | 51,2%                      | 35,7%                  |
| Zacatecas             | 15,8%                     | 29,0%                      | 55,1%                  |
| Durango               | 20,2%                     | 36,0%                      | 43,5%                  |
| Sonora                | 28,5%                     | 44,9%                      | 26,4%                  |
| Yucatán               | 14,8%                     | 72,6%                      | 12,3%                  |
| Guadalajara           | 31,7%                     | 33,3%                      | 34,7%                  |
| Veracruz              | 10,4%                     | 74,0%                      | 15,2%                  |
| Valladolid            | 27,6%                     | 42,5%                      | 29,6%                  |
| Nouveau Mexique       | ~                         | 30,8%                      | 69,0%                  |
| Vieja Californie      | ~                         | 51,7%                      | 47,9%                  |
| Nouvelle Californie   | ~                         | 89,9%                      | 09,8%                  |
| Coahuila              | 30,9%                     | 28,9%                      | 40,0%                  |
| Nouveau Léon          | 62,6%                     | 05,5%                      | 31,6%                  |
| Nouveau Santander     | 25,8%                     | 23,3%                      | 50,8%                  |
| Texas                 | 39,7%                     | 27,3%                      | 32,4%                  |
| Tlaxcala              | 13,6%                     | 72,4%                      | 13,8%                  |

~ Les Européens sont inclus dans la catégorie Métis.
Indépendamment des éventuelles imprécisions liées au comptage des peuples indigènes vivant en dehors des zones colonisées, l'effort des autorités de la Nouvelle Espagne pour les considérer comme des sujets mérite d'être souligné, car les recensements effectués par d'autres pays coloniaux ou postcoloniaux ne considéraient pas les Amérindiens comme des citoyens/sujets, comme par exemple les recensements effectués par la vice-royauté du Río de la Plata qui ne comptaient que les habitants des colonies. Un autre exemple serait les recensements effectués par les États-Unis, qui n'incluaient pas les peuples indigènes vivant parmi la population générale jusqu'en 1860, et les peuples indigènes dans leur ensemble jusqu'en 1900.
recensement de 1921

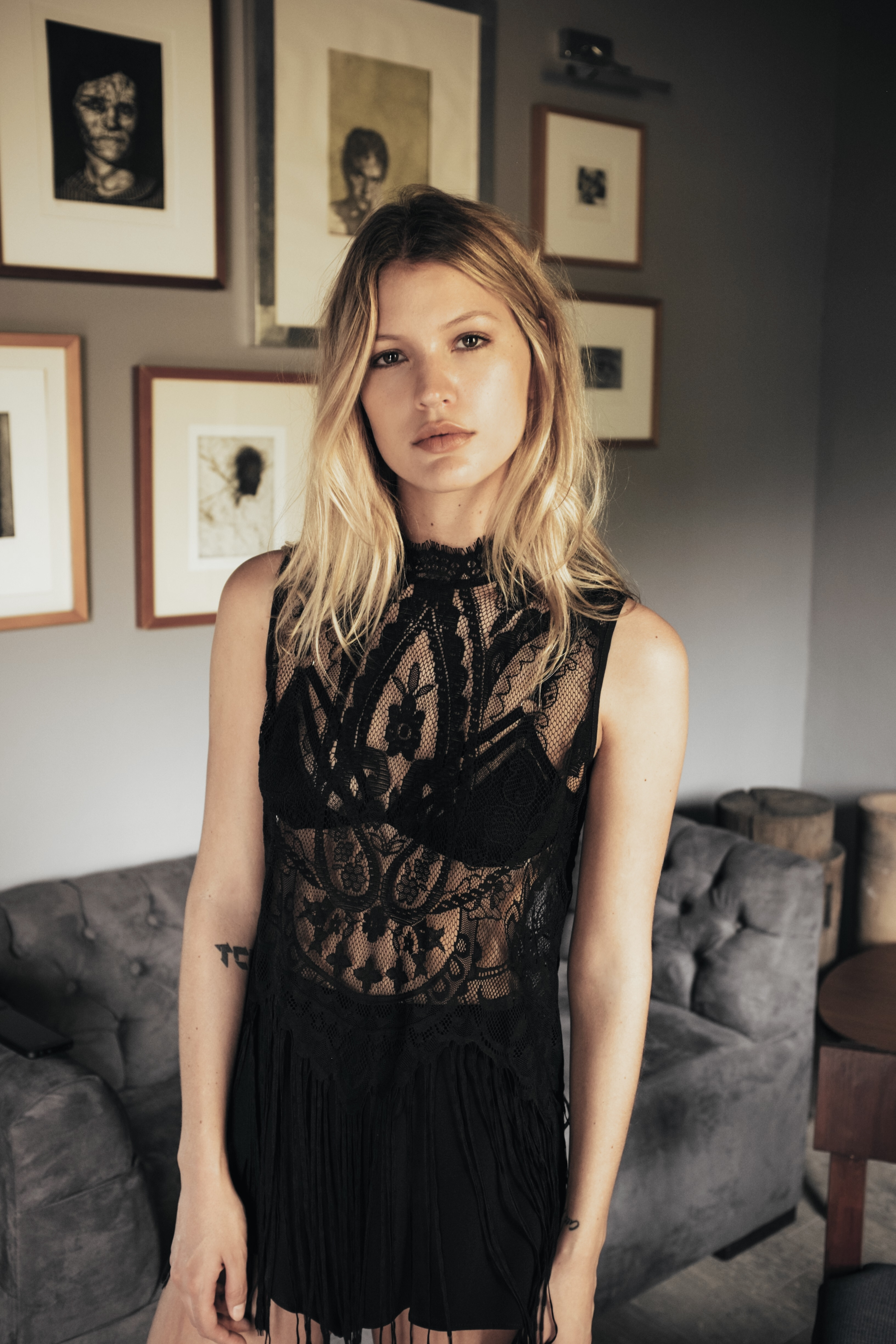
Mariana Bayón mannequin mexicaine, surtout connue pour avoir remporté le premier cycle du Next Top Model mexicain

Réalisé juste après l'achèvement de la révolution mexicaine, le contexte social dans lequel ce recensement a été effectué le rend particulièrement unique, car le gouvernement de l'époque était en train de reconstruire le pays et cherchait à unir tous les Mexicains sous une seule identité nationale. Les résultats définitifs du recensement de 1921 concernant la race, qui affirment que 59,3 % de la population mexicaine s'identifie comme métisse, 29,1 % comme indigène et seulement 9,8 % comme blanche, ont été essentiels pour cimenter l'idéologie du « mestizaje » (qui affirme que la population mexicaine dans son ensemble est le produit du mélange de toutes les races) qui a façonné l'identité et la culture mexicaines tout au long du  XXe siècle et qui reste prédominante de nos jours, des publications internationales extra-officielles telles que The World Factbook et l'Encyclopædia Britannica les utilisant comme référence pour estimer la composition raciale du Mexique jusqu'à aujourd'hui.
Néanmoins, ces derniers temps, les résultats du recensement ont fait l'objet d'un examen minutieux de la part d'historiens, d'universitaires et d'activistes sociaux, qui affirment que des modifications aussi radicales des tendances démographiques par rapport au recensement de 1793 ne sont pas possibles et citent, entre autres statistiques, la fréquence relativement faible des mariages entre personnes d'ascendances continentales différentes dans le Mexique colonial et au début de l'indépendance,. On prétend que le processus de « métissage » soutenu par l'État était plus « culturel que biologique », ce qui a eu pour effet de gonfler les chiffres du groupe mexicain métis au détriment de l'identité des autres races. Les controverses mises à part, ce recensement a constitué la dernière fois que le gouvernement mexicain a effectué un recensement racial complet, la répartition par État étant la suivante (les étrangers et les personnes ayant répondu « autre » ne sont pas inclus):
| Federative Units                 | Mestizo Population (%) | Amerindian Population (%) | White Population (%) |
| -------------------------------- | ---------------------- | ------------------------- | -------------------- |
| Aguascalientes                   | 66.12%                 | 16.70%                    | 16.77%               |
| Baja California (Distrito Norte) | 72.50%                 | 07.72%                    | 00.35%               |
| Baja California (Distrito Sur)   | 59.61%                 | 06.06%                    | 33.40%               |
| Campeche                         | 41.45%                 | 43.41%                    | 14.17%               |
| Coahuila                         | 77.88%                 | 11.38%                    | 10.13%               |
| Colima                           | 68.54%                 | 26.00%                    | 04.50%               |
| Chiapas                          | 36.27%                 | 47.64%                    | 11.82%               |
| Chihuahua                        | 50.09%                 | 12.76%                    | 36.33%               |
| Durango                          | 89.85%                 | 09.99%                    | 00.01%               |
| Guanajuato                       | 96.33%                 | 02.96%                    | 00.54%               |
| Guerrero                         | 54.05%                 | 43.84%                    | 02.07%               |
| Hidalgo                          | 51.47%                 | 39.49%                    | 08.83%               |
| Jalisco                          | 75.83%                 | 16.76%                    | 07.31%               |
| Mexico City                      | 54.78%                 | 18.75%                    | 22.79%               |
| State of Mexico                  | 47.71%                 | 42.13%                    | 10.02%               |
| Michoacan                        | 70.95%                 | 21.04%                    | 06.94%               |
| Morelos                          | 61.24%                 | 34.93%                    | 03.59%               |
| Nayarit                          | 73.45%                 | 20.38%                    | 05.83%               |
| Nuevo Leon                       | 75.47%                 | 05.14%                    | 19.23%               |
| Oaxaca                           | 28.15%                 | 69.17%                    | 01.43%               |
| Puebla                           | 39.34%                 | 54.73%                    | 05.66%               |
| Querétaro                        | 80.15%                 | 19.40%                    | 00.30%               |
| Quintana Roo                     | 42.35%                 | 20.59%                    | 15.16%               |
| San Luis Potosí                  | 61.88%                 | 30.60%                    | 05.41%               |
| Sinaloa                          | 98.30%                 | 00.93%                    | 00.19%               |
| Sonora                           | 41.04%                 | 14.00%                    | 42.54%               |
| Tabasco                          | 53.67%                 | 18.50%                    | 27.56%               |
| Tamaulipas                       | 69.77%                 | 13.89%                    | 13.62%               |
| Tlaxcala                         | 42.44%                 | 54.70%                    | 02.53%               |
| Veracruz                         | 50.09%                 | 36.60%                    | 10.28%               |
| Yucatán                          | 33.83%                 | 43.31%                    | 21.85%               |
| Zacatecas                        | 86.10%                 | 08.54%                    | 05.26%               |

Si l'on compare les résultats du recensement de 1921 avec les résultats des récents recensements mexicains et avec la recherche génétique moderne, une grande cohérence est constatée en ce qui concerne la répartition des Mexicains autochtones à travers le pays. Les États situés au sud et au sud-est du Mexique possède à la fois les pourcentages les plus élevés de population s'identifiant comme autochtone et les pourcentages les plus élevés d'ascendance génétique amérindienne. Ce n'est toutefois pas le cas des Mexicains d'origine européenne, car dans certains cas, des États dont les recherches scientifiques ont montré qu'ils avaient une ascendance européenne très élevée n'avaient qu'une très faible population blanche dans le recensement de 1921. L’exemple le plus extrême étant celui de l'État de Durango, où le recensement susmentionné indique que seulement 0,01 % de la population de l'État (33 personnes) s'est déclarée « blanche », alors que la recherche scientifique moderne montre que la population de Durango a des fréquences génétiques similaires à celles des peuples européens (la population indigène de l'État n'ayant pratiquement pas été mélangée à d'autres ethnies). Divers auteurs avancent la théorie selon laquelle ces incohérences pourraient s'expliquer par l'identité métisse promue par le gouvernement mexicain, qui aurait conduit des personnes qui ne sont pas biologiquement métisses à s'identifier comme telles.
Aujourd'hui Le tableau suivant est une compilation (dans la mesure du possible) des enquêtes nationales officielles menées par le gouvernement mexicain qui ont tenté de quantifier les différents groupes ethniques mexicains. Étant donné que, pour la plupart, chaque groupe ethnique a été estimé par différentes enquêtes, avec des méthodologies différentes et à des années d'intervalle, plutôt que dans le cadre d'un seul recensement racial global, certains groupes peuvent se chevaucher avec d'autres et être surestimés ou sous-estimés.
| Race ou ethnicité                             | Population (est.) | Pourcentage (est.) | Année |
| --------------------------------------------- | ----------------- | ------------------ | ----- |
| Indigène                                      | 26 000 000        | 21,5%              | 2015  |
| Noir                                          | 2 576 213         | 2,4%               | 2020  |
| Blanc                                         | 56 000 000        | 47,0%              | 2010  |
| Étrangers résidant au Mexique (de toute race) | 1 010 000         | <1,0%              | 2015  |
| de l'Asie de l'Est                            | 1 000 000         | <1,0%              | 2010  |
| Moyen-Orient                                  | 400 000           | <1,0%              | 2010  |
| juif                                          | 58 876            | <1,0%              | 2020  |
| musulman                                      | 7 982             | <1,0%              | 2020  |
| Non classé (très probablement métis)          | 37 300 000        | 30,0%              | -     |
| Total                                         | 126 014 024       | 100%               | 2020  |

Parmi tous les groupes ethniques étudiés, les métis sont notablement absents, ce qui est probablement dû à la définition fluide et subjective de ce terme, qui complique sa quantification précise. Cependant, on peut supposer que les métis représentent au moins les 30 % restants de la population mexicaine qui n'ont pas été évalués, et que ce pourcentage pourrait augmenter si l'on prend en compte les méthodologies des enquêtes existantes. Par exemple, l'enquête intercensitaire de 2015 a considéré comme indigènes mexicains et afro-mexicains toutes les personnes qui se sont identifiées comme « en partie indigènes » ou « en partie africaines », ce qui fait que ces personnes seraient techniquement des métis. De même, les Mexicains blancs ont été quantifiés sur la base de leurs traits physiques ou de leur apparence. Ainsi, techniquement, un métis dont le pourcentage d'ascendance indigène est suffisamment faible pour ne pas affecter son phénotype principalement européen est considéré comme blanc. Enfin, les ethnies restantes, parce qu'elles sont peu nombreuses ou qu'elles sont religieuses, ont des critères de classification plus permissifs, de sorte qu'un métis peut prétendre appartenir à l'une d'entre elles en pratiquant la religion ou en ayant un ancêtre qui appartenait à l'une de ces ethnies.
Néanmoins, les sociologues et historiens contemporains s'accordent à dire que, étant donné que le concept de « race » a un fondement psychologique plutôt que biologique et qu'aux yeux de la société, un métis ayant un pourcentage élevé d'ancêtres européens est considéré comme « blanc » et un métis ayant un pourcentage élevé d'ancêtres indigènes est considéré comme « indien », une personne s'identifiant à un groupe ethnique donné devrait être autorisée choisir son affiliation, même si elle n'appartient pas complètement à cette communauté sur le plan biologique.

### Estimations

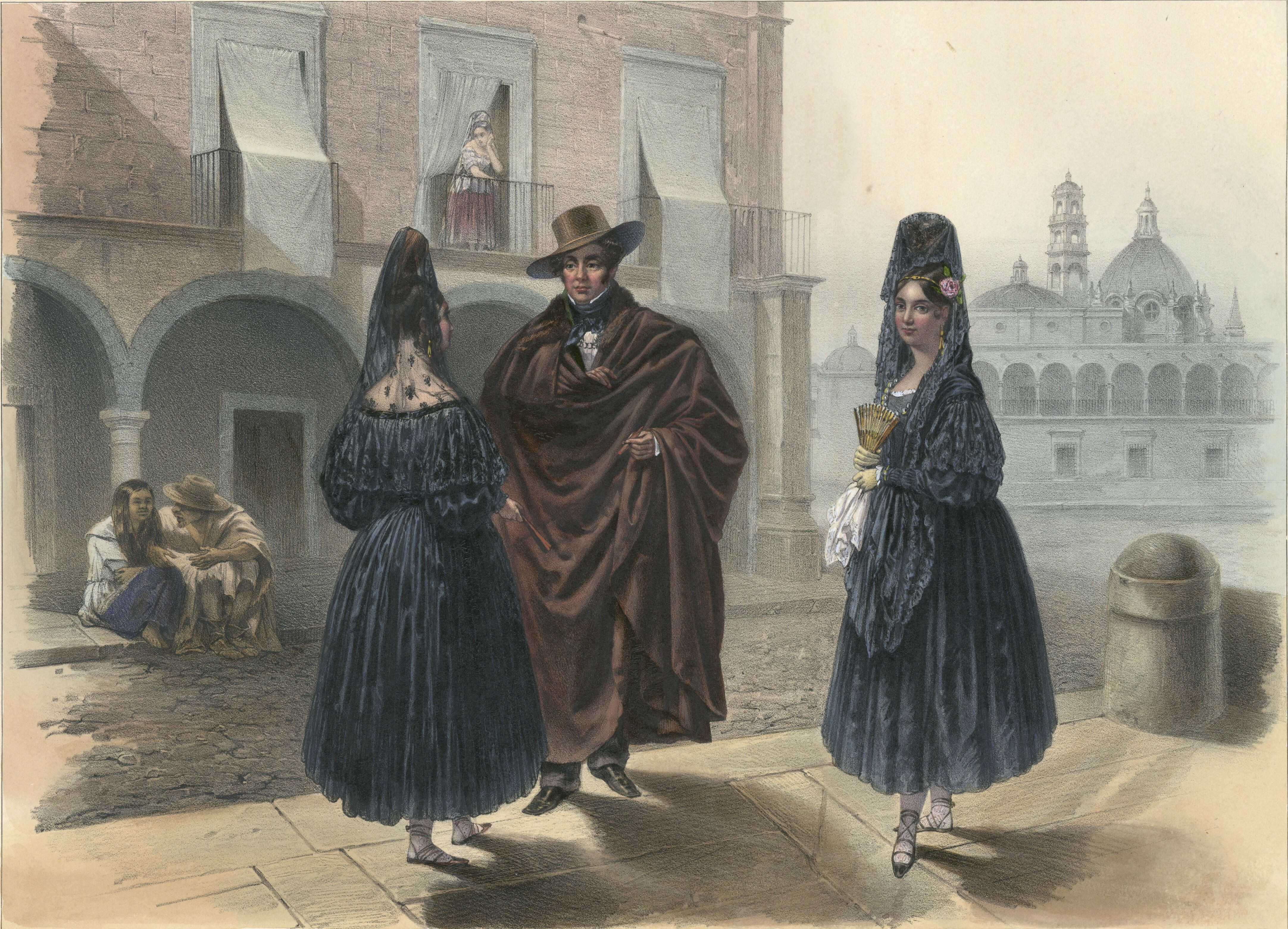
Femmes mexicaines blanches portant la mantille, peinture de Carl Nebel, 1836

Contrairement à la croyance populaire, le gouvernement mexicain effectue des recensements ethniques dans lesquels les Mexicains ont le choix de s'identifier comme « Blancs ». Les résultats ne sont toutefois pas publiés. En revanche, le gouvernement mexicain publie des résultats concernant la fréquence de différents traits phénotypiques chez les Mexicains, tels que la couleur de la peau. Dans les discours et les enquêtes concernant des problèmes sociétaux comme le racisme, le gouvernement choisit de diviser les Mexicains en « Mexicains à la peau claire » et « Mexicains à la peau foncée » plutôt qu'en « Mexicains blancs » et « Mexicains métis ». D'autres études réalisées par des institutions indépendantes utilisent souvent la présence de cheveux clairs (en particulier blonds) pour évaluer le pourcentage de la population blanche du Mexique ; cependant, l'utilisation de ces particularités pour délimiter ce groupe ethnique entraîne une sous-estimation de son nombre, car toutes les populations natives d'Europe ne présentent pas ces caractéristiques. De même, les personnes présentant ces attributs phénotypiques ne sont pas les seules à être considérées comme blanches par la majorité de la société mexicaine.
C'est dans les régions du nord et de l'ouest du Mexique que l'on trouve les pourcentages les plus élevés de population blanche. Dans ces régions, les tribus indigènes étant beaucoup plus petites et moins urbanisées que celles du centre et du sud du pays, elles sont donc restées isolées des populations coloniales et souvent hostiles aux colons mexicains. La région du nord-est, dans laquelle la population indigène a été éliminée par les premiers colons européens, est devenue le territoire où la proportion de Blancs était la plus élevée pendant la période coloniale espagnole. Cette situation a toutefois évolué au cours des dernières années, les Mexicains des régions méridionales migrant vers le nord.
| Entité  | Nom de l'étude ou de l'enquête                     | Question posée | Contexte | Résultats | Cadre géographique étudié                          | Nombre de participants                        | Organisation gouvernementale | Année de l'enquête | Lien de référence                                                                           |
| ------- | -------------------------------------------------- | --- | --- | --- | -------------------------------------------------- | --------------------------------------------- | ---------------------------- | ------------------ | ------------------------------------------------------------------------------------------- |
| Conapré | Enquête nationale sur la discrimination au Mexique | Selon vous, laquelle ressemble le plus à votre teint ? de l'original ¿Cuál diría usted que se parece más a su tono de piel? | On leur a demandé quelle couleur de peau ressemblait le plus à leur couleur de peau parmi un total de 9 choix. | Le communiqué de presse qui a suivi indique que 54 % des femmes et 40 % des hommes ont choisi les 3 teintes les plus claires. | 32 États fédéraux dans le pays, dans 301 communes. | 13 751 ménages représentant 52 095 personnes. | Oui                          | 2010               | Pages 40 et 41 pour l'enquête principale. Page 7 pour les résultats du communiqué de presse |

Le CONAPRED (Conseil national mexicain pour la prévention de la discrimination) a mené l'ENADIS 2010 (Enquête nationale sur la discrimination) pour aborder les problèmes de racisme dont sont victimes les Mexicains d'ascendance principalement indigène ou africaine principalement dans une société qui favorise les Mexicains à la peau claire et d'apparence européenne. Dans son communiqué de presse, le CONAPRED indique que 47 % des Mexicains (54 % des femmes et 40 % des hommes) s'identifient aux couleurs de peau les plus claires utilisées dans le questionnaire du recensement. Le CONAPRED estime que la grande différence entre les hommes et les femmes est due à la « publicité souvent raciste dans les médias et aux préjugés raciaux de la société mexicaine qui rejette la peau foncée au profit de la peau claire, faisant ainsi croire aux femmes que le blanc est beau », affirmant que les hommes reconnaissent plus facilement leur véritable couleur de peau. Notamment, une autre question de la même enquête demande aux Mexicains d'évaluer, sur une échelle de 0 à 10, dans quelle mesure ils se sentent à l'aise avec leur couleur de peau, le score moyen étant de 9,4 sur 10. En outre, des recherches scientifiques prouvent que les femmes ont tendance à avoir la peau plus claire que leurs homologues masculins.

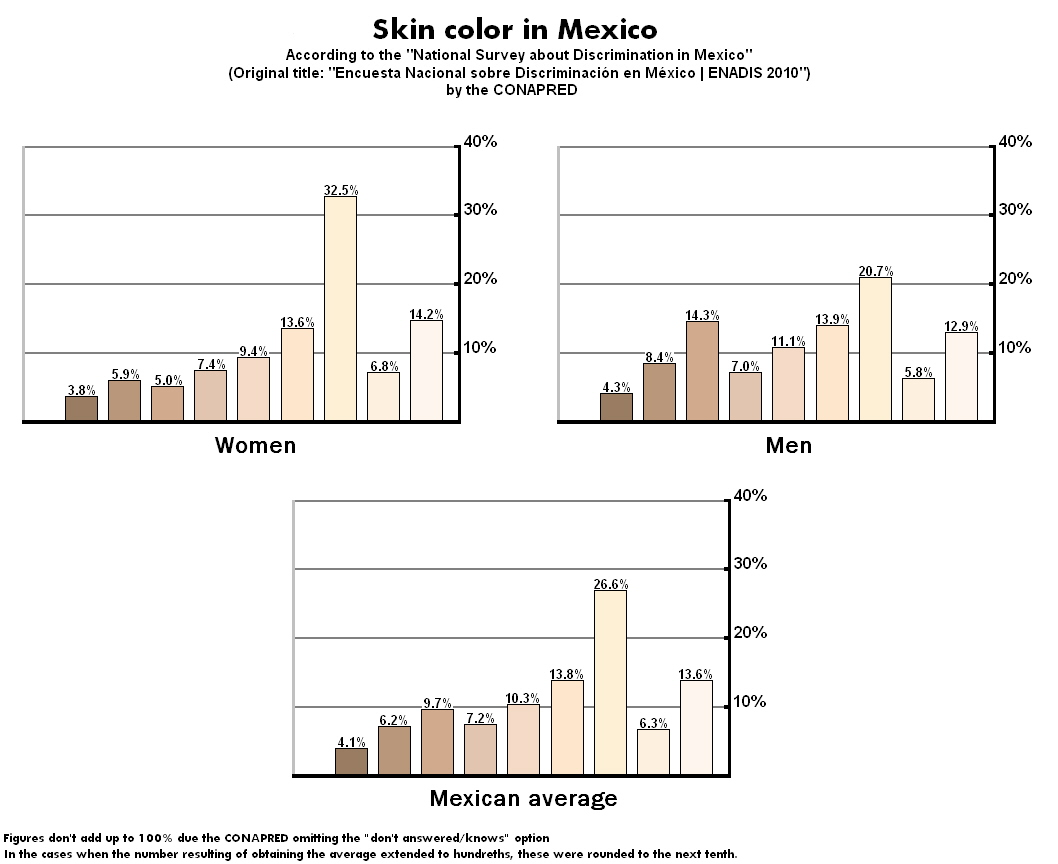
Résultats de l'enquête menée par le CONAPRED en 2010.

Outre l'identification visuelle de la couleur de la peau, la même enquête a demandé aux Mexicains comment ils désignaient leur couleur de peau. Le rapport de presse de CONAPRED indique que six personnes sur dix se considèrent comme « moreno » (à la peau foncée) et seulement une sur dix comme « blanco » (à la peau blanche). Le questionnaire incluait comme choix d'autres mots utilisés familièrement pour désigner les personnes blanches au Mexique, tels que « güero » (informel pour blanc), « claro » (clair), « aperlado » (nacré) et d'autres mots qui peuvent ou non désigner une personne blanche selon le cas, tels que « quemadito » (brûlé), « bronceado » (bronzé), « apiñonado » (épicé), « amarillo » (jaune) et « cannela » (cannelle). Pour compliquer encore, plusieurs mots utilisés spécifiquement pour les peaux brunes apparaissent également comme « café » (brun), « negro » (noir), « chocolaté » (chocolat), « oscuro » (sombre), « prieto » (également sombre) et « trigueño » (un autre mot pour brun). Le mot « moreno » lui-même a une définition très large en espagnol et n'a pas de connotation raciale spécifique, étant utilisé aussi bien pour définir les personnes à la peau claire et aux cheveux foncés que pour définir les personnes d'ascendance africaine.
| Type de peau | Pourcentage (inegi 2017) |
| UN           | 0,2%                     |
| B            | 0,5%                     |
| C            | 1,0%                     |
| D            | 3,0%                     |
| E            | 2,7%                     |
| F            | 13,0%                    |
| g            | 30,0%                    |
| H            | 37,4%                    |
| je           | 5,2%                     |
| J.           | 4,9%                     |
| K            | 2,1%                     |
| ------------ | ------------------------ |

En 2017, l'Institut national de statistique et de géographie du Mexique a publié le Module de mobilité sociale intergénérationnelle (MMSI) composé d'une série d'enquêtes nationales axées sur l'éducation, la mobilité économique générationnelle et l'ethnicité. Ce module est particulièrement connu pour donner aux Mexicains la possibilité de s'identifier à une race (les choix possibles étant « indigène », « métis », « blanc », « noir » ou « autre »). Si les résultats de l’enquête directement liées à la race ont été publiés, le pourcentage de Mexicains s'identifiant à chacune d’elles ne l'a pas été. L'enquête comprenait également une palette de couleurs (la même que celle utilisée dans le projet PERLA : composée de 11 tons différents, du plus foncé, le « A » au « K » le plus clair) ce qui permettait à une personne de choisir la couleur de la peau de son visage. Le pourcentage de Mexicains s'identifiant à chaque couleur de peau ne figurait pas dans le document principal du MMSI mais, contrairement à la composition raciale, il a été rendu public par le biais d'autres publications officielles. Les résultats de l'étude ont fait l'objet d'une couverture médiatique importante, qui a donné lieu à des débats sur des concepts tels que le racisme systémique, le privilège blanc et le colonialisme,. L'étude a conclu que les Mexicains ayant un teint moyen (« F ») et plus foncé ont en moyenne des professions moins prestigieuses que les Mexicains ayant un teint plus clair. Elle indique également que les Mexicains aux teintes de peau plus claires (plus claires que « F ») ont des niveaux de réussite scolaire plus élevés. L'étude souligne également que, sur les quatre catégories raciales utilisées dans l'enquête, les Mexicains ayant un teint plus clair (plus clair que « F ») ont un niveau de réussite scolaire plus élevé.
L'étude a conclu que les Mexicains ayant un teint moyen (« F ») et plus foncé ont en moyenne des professions moins prestigieuses que les Mexicains ayant un teint plus clair. L'étude souligne également que sur les quatre catégories raciales utilisées dans l'étude, celle des indigènes mexicains est celle qui présente le pourcentage le plus élevé de mobilité sociale positive.
La nouvelle édition de l'ENADIS a été publiée en 2018, cette fois-ci dans le cadre d'un effort conjoint du CONAPRED et de l'INEGI avec la collaboration de l'UNAM, du CONACYT et du CNDH. Comme son prédécesseur de 2010, l'ENADIS a suivi la même méthode d'étude. Elle a conclu que le Mexique reste un pays assez conservateur à l'égard des groupes minoritaires tels que les minorités religieuses, les minorités ethniques, les étrangers et les membres de la communauté LGBT. Il existe toutefois des différences régionales prononcées, les États du centre-sud du Mexique ayant en général des taux de discrimination notoirement plus élevés à l'égard des groupes sociaux susmentionnés que les États des régions de l'ouest et du nord. Pour la collecte des données relatives à la couleur de la peau, la palette utilisée était à nouveau celle de PERLA. Cette fois, 11 % des Mexicains ont été notés comme ayant des « tons de peau foncés (A-E)», 59 % comme ayant des « tons de peau moyens (F-G)» et 29 % comme ayant des « tons de peau clairs (H-K)». S'il y a eu une grande différence entre les pourcentages de Mexicains à la peau claire (environ 18 % de moins) et ceux à la peau moyenne (environ 16 % de plus) par rapport aux enquêtes nationales précédentes c'est que l'ENADIS 2017 a donné la priorisé dans son enquête les Mexicains appartenant à des « groupes vulnérables », ce qui signifie, entre autres, que les investigations ont été faites sur un nombre de personnes plus important dans les États où ces groupes sont nombreux.
D’autres études indépendantes ont été menées sur place pour tenter de quantifier le nombre de Mexicains d'origine européenne vivant dans le Mexique moderne. L'université autonome métropolitaine de Mexico a utilisé les cheveux blonds comme référence pour classer un Mexicain comme blanc, elle a calculé que leur pourcentage était de 23 %. Cette étude indiquant explicitement que les roux n'étaient pas classés comme blancs mais comme « autres ». Une autre étude réalisée par l'University College London, en collaboration avec les instituts d'anthropologie et de génétique de plusieurs pays d'Amérique latine, a révélé que la fréquence des cheveux blonds et des yeux clairs chez les Mexicains était respectivement de 18,5 % et 28,5 %, ce qui fait du Mexique le deuxième pays de l'étude sur la quantité de personne aux cheveux blonds. Malgré cela, l'ascendance européenne estimée pour les Mexicains est également la deuxième plus faible de tous les pays participants à cette enquête, la raison de cette divergence pouvant résider dans le fait que les échantillons utilisés dans le cas du Mexique étaient hautement disproportionnés, puisque les régions du nord et de l'ouest du Mexique contiennent 45 % de la population mexicaine mais à peine 10 %  des échantillons utilisés dans l'étude provenaient des États situés dans ces régions. Le reste des échantillons provenait essentiellement de la ville de Mexico et des États du sud du Mexique.
En 2010, une étude publiée par l’American Sociological Association  a exploré les inégalités sociales entre les Mexicains de différentes couleurs de peau. Le sondage sur les lieux a consisté en trois vagues de prospections dans différents États mexicains sur une période d'un an, les personnes interrogées étant réparties en trois groupes différents : « blanc », « brun clair » et « brun foncé », la classification dépendant des critères des enquêteurs qui, selon les dires, ont été formés à cette tâche. Il est précisé que, pour obtenir des résultats stables et éviter les incohérences quant à l'appartenance à une catégorie donnée, d'autres traits phénotypiques que la couleur de peau des personnes interrogées ont été pris en compte, comme la présence de cheveux blonds dans le cas des personnes à classer dans la catégorie « Blanc ». Car « contrairement à la couleur de la peau, la couleur des cheveux ne s'assombrit pas avec l'exposition à la lumière du soleil ». L'étude affirme en effet que sur les trois catégories de couleur utilisées, les pourcentages obtenus pour la catégorie « Blanc » au cours des trois vagues d'entretiens étaient les plus cohérents. Selon les résultats de cette étude, le pourcentage moyen de Mexicains classés comme « Blancs » en raison de la présence de cheveux blonds était de 18,8 %. Les régions du nord-est et du nord-ouest présentant les pourcentages les plus élevées avec 23,9 % et 22,3 % respectivement, suivies de la région du centre avec 21,3 %, de la région du centre-ouest avec 18,4 % et enfin de la région du sud avec 11,9 %. L'étude précise que la ville de Mexico (région centrale) ainsi que les zones rurales des États d'Oaxaca, de Chiapas (région sud) et de Jalisco (région centre-ouest) ont été suréchantillonnées.
Une étude réalisée dans des hôpitaux de la ville de Mexico a montré qu'en moyenne 51,8 % des nouveau-nés mexicains présentaient la tâche de naissance congénitale de la peau connue sous le nom de tache mongole, alors qu'elle était absente chez 48,2% des bébés analysés. La tache mongole apparaît avec une fréquence très élevée (85-95 %) chez les enfants asiatiques, amérindiens et africains. Cette lésion cutanée apparaît presque toujours chez les enfants sud-américains[réf. nécessaire] et mexicains métisse, tandis qu'elle est très peu fréquente (5-10 %) chez les enfants caucasiens. Selon l'Institut mexicain de sécurité sociale (IMSS) à l'échelle nationale, environ la moitié des bébés mexicains ont la tache mongole.
Selon le recensement américain de 2010, 52,8 % des Américains d'origine mexicaine (soit environ 16 794 111 personnes) se sont déclarés blancs.
Les tableaux suivants (le premier provenant d'une étude publiée en 2002 et le second d'une étude publiée en 2018)  montrent les fréquences des différents groupes sanguins dans diverses villes et États mexicains. Étant donné que la population amérindienne/indigène du Mexique présente exclusivement le groupe sanguin « O », la présence d'autres groupes sanguins peut donner une idée approximative de la quantité d'influence étrangère dans chaque État analysé. Les résultats de ces études ne doivent cependant pas être considérés comme des estimations exactes et littérales des pourcentages des différents groupes ethniques qui peuvent exister au Mexique (c'est-à-dire groupes sanguins A+B = pourcentage de Mexicains blancs) la raison en est qu'un Mexicain métis peut avoir les groupes sanguins « A », « B », etc. ou le fait que le groupe sanguin « O » existe en Europe, avec une fréquence de 44 % en Espagne, par exemple.
| Ville           | État                    | O (%)  | UN (%) | B (%)  | UN B (%) |
| --------------- | ----------------------- | ------ | ------ | ------ | -------- |
| La Paz          | Basse-Californie du Sud | 58,49% | 31,4%  | 8,40%  | 1,71%    |
| Guadalajara     | Jalisco                 | 57,2%  | 31,2%  | 9,7%   | 1,9%     |
| Gómez Palacio   | Durango                 | 57,99% | 29,17% | 10,76% | 2,08%    |
| Ville Victoria  | Tamaulipas              | 63,6%  | 27,3%  | 7,4%   | 1,7%     |
| Monterrey       | Nouveau Léon            | 63,1%  | 26,5%  | 9,0%   | 1,4%     |
| Veracruz        | Veracruz                | 64,2%  | 25,7%  | 8,1%   | 2,0%     |
| Saltillo        | Coahuila                | 64,2%  | 24,9%  | 9,7%   | 1,2%     |
| Saladier        | Veracruz                | 60,5%  | 28,6%  | 10,9%  | 0,0%     |
| Torreon         | Coahuila                | 66,35% | 24,47% | 8,3%   | 0,88%    |
| Mexico          | Mexico                  | 67,7%  | 23,4%  | 7,2%   | 1,7%     |
| Durango         | Durango                 | 55,1%  | 38,6%  | 6,3%   | 0,0%     |
| Ville du Carmen | Campeche                | 69,7%  | 22,0%  | 6,4%   | 1,8%     |
| Mérida          | Yucatán                 | 67,5%  | 21,1%  | 10,5%  | 0,9%     |
| Léon            | Guanajuato              | 65,3%  | 24,7%  | 6,0%   | 4,0%     |
| Zacatecas       | Zacatecas               | 61,9%  | 22,2%  | 13,5%  | 2,4%     |
| Tlaxcala        | Tlaxcala                | 71,7%  | 19,6%  | 6,5%   | 2,2%     |
| Puebla          | Puebla                  | 72,3%  | 19,5%  | 7,4%   | 0,8%     |
| Oaxaca          | Oaxaca                  | 71,8%  | 20,5%  | 7,7%   | 0,0%     |
| Paraíso         | Tabasco                 | 75,8%  | 14,9%  | 9,3%   | 0,0%     |
| Total           | ~~                      | 65,0%  | 25,0%  | 8,6%   | 1,4%     |

| État             | O (%)  | UN (%) | B (%)  | UN B (%) |
| ---------------- | ------ | ------ | ------ | -------- |
| Basse-Californie | 60,25% | 28,79% | 9,03%  | 1,92%    |
| Sonora           | 58,58% | 30,48% | 9,11%  | 1,84%    |
| Sinaloa          | 56,46% | 32,93% | 8,56%  | 2,05%    |
| Durango          | 59,29% | 26,89% | 11,33% | 2,50%    |
| Coahuila         | 66,17% | 23,49% | 9,01%  | 1,33%    |
| Nouveau Léon     | 62,43% | 25,62% | 10,10% | 1,85%    |
| Nayarit          | 59,20% | 29,62% | 9,32%  | 1,85%    |
| Jalisco          | 57,85% | 29,95% | 9,78%  | 2,42%    |
| Michoacán        | 60,25% | 29,51% | 9,04%  | 2,44%    |
| Puebla           | 74,36% | 18,73% | 6,05%  | 0,87%    |
| Veracruz         | 67,82% | 21,90% | 8,94%  | 1,34%    |
| San Luis Potosí  | 67,47% | 24,27% | 7,28%  | 0,97%    |
| Aguascalientes   | 61,42% | 26,25% | 10,28% | 2,05%    |
| Guanajuato       | 61,98% | 26,83% | 9,33%  | 1,85%    |
| Querétaro        | 65,71% | 23,60% | 9,40%  | 1,29%    |
| État du Mexique  | 70,68% | 21,11% | 7,18%  | 1,04%    |
| Mexico           | 66,72% | 23,70% | 8,04%  | 1,54%    |
| Total            | 61,82% | 27,43% | 8,93%  | 1,81%    |

Les deux études révèlent des tendances similaires en ce qui concerne la répartition des différents groupes sanguins. Les groupes sanguins étrangers étant plus fréquents dans les régions du nord et de l'ouest du Mexique, ce qui correspond aux résultats des études génétiques réalisées dans le pays au fil des ans. Il est également à remarquer que les groupes sanguins « A » et « B » sont plus fréquents chez les jeunes volontaires à cette enquête tandis que les groupes sanguins « AB » et « O » sont plus fréquents chez ceux qui sont plus âgés. Il y a eu 271 164 échantillons analysés dans l'étude de 2018.

## Immigration européenne au Mexique
L'héritage européen du Mexique est fortement associé à la colonisation espagnole pendant la période coloniale, le Mexique n'ayant pas connu la même ampleur d'immigration massive récente que d'autres pays du Nouveau Monde tels que les États-Unis, le Brésil et l'Argentine, mais ce constat est moins un fait qu'une conséquence en raison de l'énorme population du Mexique. Quoi qu'il en soit, le Mexique se classe au troisième rang, derrière le Brésil et l'Argentine, pour l'immigration européenne en Amérique latine, et sa culture doit beaucoup aux importantes populations allemandes, italiennes, irlandaises, britanniques, polonaises et françaises. Les Mexicains blancs descendent plutôt d'un groupe considérablement ethnocentriste d'Espagnols qui, à partir de l'arrivée et de l'établissement des conquistadors, ont immigré dans ce qui est aujourd'hui le Mexique, complétés par des ecclésiastiques, des travailleurs, des universitaires, etc. Les criollos (nom donné aux personnes nées dans les colonies de parents espagnols jusqu'au début du XXe siècle)  privilégiaient le mariage avec d'autres immigrants espagnols, même s'ils appartenaient à une classe économique moins privilégiée qu'eux, car la préservation de la lignée et des coutumes espagnoles était considérée comme la priorité absolue. Une fois que le Mexique a obtenu son indépendance et que l'immigration en provenance de pays européens autres que l'Espagne a été acceptée, les criollos ont fait de même et ont cherché à assimiler les nouveaux immigrants européens à la population mexicaine blanche d'origine espagnole, très majoritaire, car le taux annuel d'immigration d'Européens au Mexique n'a jamais dépassé 2 % par rapport à la population totale du pays. L'assimilation des nouveaux immigrants a été facile et les identités mexicaines à trait d'union ne sont jamais apparues.

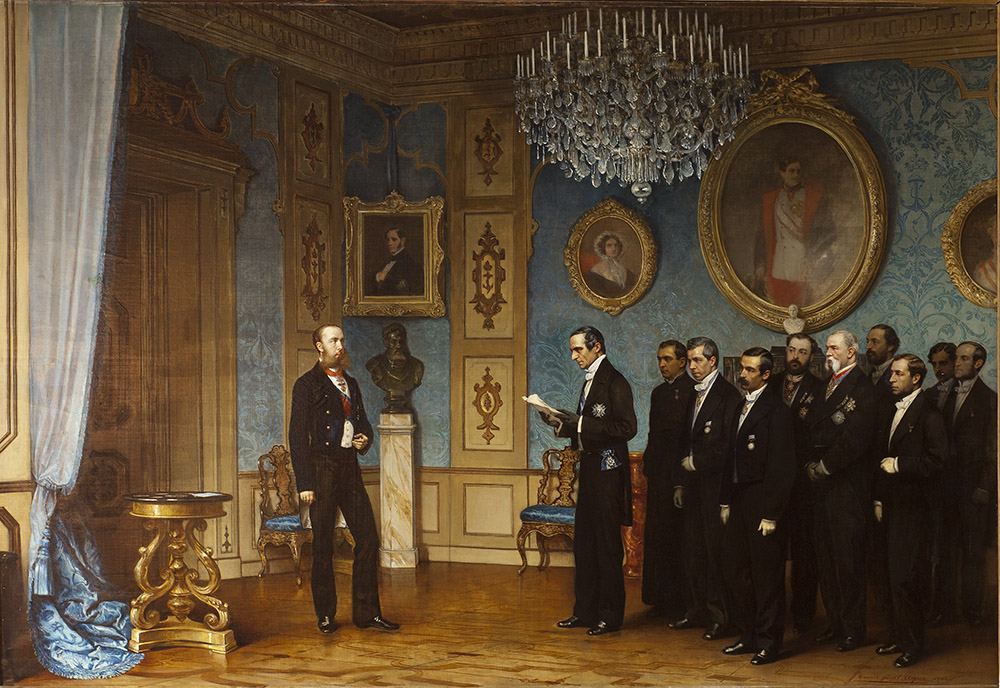
Maximilien recevant une délégation mexicaine au château de Miramare à Trieste. Peinture de Cesare dell'Acqua (1821-1905)

L'immigration européenne au Mexique diffère également de celle des autres pays du Nouveau Monde par le profil de l'immigrant recherché. Comme les principales activités économiques de la Nouvelle-Espagne n'étaient pas liées à l'agriculture (et que la main-d'œuvre nécessaire était déjà fournie par la population indigène convertie), le pays n'a pas mis en œuvre de programmes susceptibles d'en faire une destination attrayante pour les agriculteurs européens. L'exploitation minière était beaucoup plus importante pour l'économie et les mineurs venaient d'Europe, en particulier de Cornouailles, du Royaume-Uni. Aujourd'hui encore, certaines parties de Mineral del Monte et de Pachuca entretiennent des liens étroits avec leur héritage britannique et avec le Royaume-Uni. Il y avait également une forte demande de personnes possédant des compétences spécialisées dans des domaines tels que la géologie, la métallurgie, le commerce, le droit, la médecine, etc. Les histoires d'immigrants professionnels amassant d'énormes richesses en l'espace de quelques années étant monnaie courante, la Nouvelle-Espagne est devenue très attrayante uniquement pour les Européens qui répondaient à ces profils et pour leurs familles, ce qui, en fin de compte, a entraîné une diminution relative de l'immigration européenne dans le pays,. C'est également pour les raisons susmentionnées que la majorité des immigrants espagnols qui sont arrivés dans le pays provenaient des régions du nord de l'Espagne, principalement de Cantabrie, la Navarre, la Galice et le Pays basque. La région nord-ouest du Mexique (en particulier Sinaloa, Sonora et la péninsule de Basse-Californie) a connu d'importantes vagues d'immigration espagnole à la fin du 19e et au début du 20e siècle, notamment en raison de l'arrivée d'un grand nombre d'Espagnols des Asturies et de la Galice (Espagne). La majeure partie de l'immigration espagnole de l'ère coloniale et industrielle en Amérique latine provient du sud de l'Espagne et des îles Canaries, de sorte que cette enclave régionale d'Espagnols du nord est exceptionnelle et reste la plus grande diaspora d'Asturiens et de Galiciens par héritage dans les Amériques. Après la guerre d'indépendance, l'élite du pays, presque entièrement européenne, associait la civilisation aux caractéristiques européennes, reprochant à l'héritage indigène du pays son incapacité à suivre le développement économique du reste du monde. Cela a conduit à des efforts actifs pour encourager l'arrivée de nouveaux immigrants européens.
L'un de ces efforts a consisté à déposséder l'Église catholique de vastes étendues de terres dans le but de les vendre à des immigrants et à d'autres personnes qui les mettraient en valeur. Toutefois, cette mesure n'a pas eu l'effet escompté, principalement en raison de l'instabilité politique. Le régime de Porfirio Díaz dans les décennies qui ont précédé la révolution mexicaine a fait une nouvelle tentative et a expressément souhaité l'immigration européenne pour promouvoir la modernisation, inculquer l'éthique protestante du travail et protéger ce qui restait du nord du Mexique  contre l'expansionnisme des États-Unis. Díaz a également exprimé le désir de « blanchir » la population mexicaine, fortement métissée, bien que cela ait plus à voir avec la culture qu'avec les caractéristiques biologiques. Cependant, le régime de Díaz savait qu'il devait être prudent, car les grandes concentrations d'Américains au Texas  auraient fini par entraîner la sécession de ce territoire,. Ces précautions signifiaient que le gouvernement avait plus de succès à attirer les investisseurs que les résidents permanents, même dans les zones rurales, malgré les programmes gouvernementaux. Pas plus de quarante colonies agricoles étrangères ont été créées à cette époque, et seules quelques colonies italiennes et allemandes ont survécu.

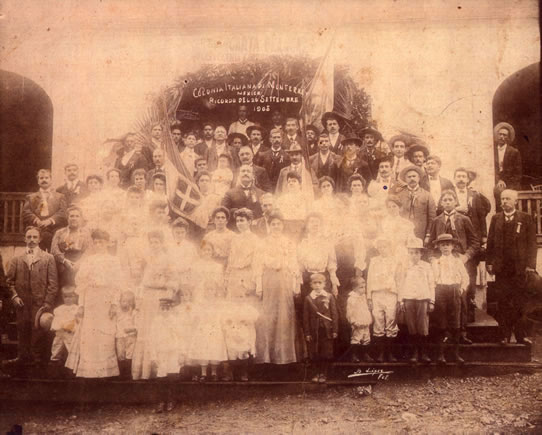
Immigrants italiens à Monterrey en 1905

Au milieu du XIXe siècle, il n'y avait que 30 000 à 40 000 immigrants européens au Mexique entre les Européens et les Américains et Canadiens d'origine européenne, pour une population totale de plus de huit millions d'habitants. Mais leur impact a été important car ils ont fini par dominer l'industrie textile et divers secteurs du commerce et de l'industrie. Nombre d'entre eux n'étaient pas des immigrants, mais plutôt des « conquistadors commerciaux » qui ne restaient au Mexique que le temps de faire fortune et de retourner dans leur pays d'origine pour y prendre leur retraite. Ce fait a conduit Diaz à nationaliser les industries dominées par les étrangers, comme les trains, ce qui a provoqué le départ de nombreux conquistadors commerciaux. En janvier 1883, le gouvernement a signé une loi visant à promouvoir l'immigration irlandaise, allemande et française au Mexique, cette fois avec moins de restrictions. Cela ce qui a entraîné l'arrivée d'immigrants relativement plus conventionnels et de leurs familles. Jusqu'en 1914, ce sont 10 000 Français qui se sont installés au Mexique aux côtés de 100 000 autres Européens. La Révolution mexicaine, bien qu'elle ait été le conflit le plus violent de l'histoire du Mexique, n'a pas découragé l'immigration européenne ni effrayé les Mexicains blancs qui, concentrés dans les zones urbaines, n'ont pas été affectés par la révolution et l'ont considérée comme un conflit concernant uniquement les ruraux. Plus tard, les conflits belliqueux qui ont eu lieu en Europe dans les années 1930 et 1940, tels que la guerre civile espagnole et la Seconde Guerre mondiale, ont provoqué de nouvelles vagues d'immigration européenne dans le pays.
À la fin de la Seconde Guerre mondiale, les Américains, les Britanniques, les Français, les Allemands et les Espagnols étaient les Européens les plus visibles au Mexique, mais leur présence était limitée aux zones urbaines, en particulier à Mexico, où ils vivaient dans des enclaves et s'occupaient d'affaires. Ces immigrants européens s'adaptaient rapidement à l'attitude mexicaine selon laquelle « plus on est blanc, mieux c'est » et se tenaient à l'écart de la population non européenne du pays d'accueil. Cette situation et leur statut d'étrangers leur offraient des avantages sociaux et économiques considérables, ce qui atténuait toute velléité d'assimilation. Ils n'étaient guère incités à s'intégrer à la population mexicaine en général et, lorsqu'ils le faisaient, cela se limitait à la classe supérieure criollo et métisse, ce qui ne produisait pas l'effet de « blanchiment » escompté. C'est pour cette raison que l'on trouve des noms de famille non espagnols, en particulier à Mexico et à Guadalajara,.

Enfants polonais orphelins arrivant à Guanajuato, au Mexique, pendant la Seconde Guerre mondiale.

Cependant, même dans les cas où un mélange généralisé s'est produit, comme avec les mineurs de Cornouailles dans l'État d'Hidalgo autour de Pachuca et Real de Monte, leur influence culturelle reste forte. Dans ces régions, on trouve des maisons de style anglais, le plat emblématique étant le « paste », une variante du Cornish pasty et ils ont fini par introduire le football au Mexique. Au début du XXe siècle, un groupe d'une centaine d'immigrants russes, principalement des Pryguny, quelques Molokane et quelques Cosaques, sont venus vivre en Basse-Californie près d’Ensenada. La colonie principale se trouve dans la vallée de Guadalupe et est connue là-bas sous le nom de Colonia Rusa, près de la ville de Francisco Zarco. D'autres groupes plus petits se trouvent à San Antonio, Mision del Orno et Punta Banda. On estime le nombre de descendants de ces immigrants au Mexique à 1 000. Ils se sont presque tous mariés entre eux. Les colonies d'origine qui sont aujourd'hui préservées par le gouvernement mexicain, sont devenues des attractions touristiques. Cette région a également connu des vagues concentrées d'immigration européenne moderne au cours du XXe siècle, notamment italienne et française, et la culture de la région reflète l'absence de mélange indigène. Les fêtes d'origine européenne, comme la fête des Saints, et le carnaval  ainsi que la gastronomie, comme la production de pain, de fromage et de vin, qui restent uniques dans la région.
Les vestiges juridiques des tentatives de « blanchiment » de la population ont pris fin avec la « Loi générale sur la population » de 1947, en même temps que s'estompaient les frontières entre la plupart des colonies d'immigrants du Mexique et la population générale. Ce bouleversement a été accéléré par l'émergence d'une classe moyenne mexicaine, qui a inscrit ses enfants dans des écoles pour étrangers et dans des organisations étrangères telles que le « Club allemand », dont la majorité des membres sont mexicains. Toutefois, cette assimilation est restée essentiellement limitée aux populations blanches du Mexique. La culture de masse a promu la langue espagnole et la plupart des autres langues européennes ont décliné et pratiquement disparu. Les politiques d'immigration restrictives menées depuis les années 1970 ont encore accentué le processus d'assimilation. Malgré toutes ces pressions, le Mexique est, depuis 2013, le pays qui compte le plus d'immigrants internationaux au monde. Depuis 2000, la croissance économique du Mexique a entraîné une augmentation de la migration internationale vers le pays, notamment des personnes d'origine européenne qui quittent leur pays (en particulier la France et l'Espagne) à la recherche de meilleures opportunités de travail. Les personnes originaires des États-Unis se sont également déplacées et représentent aujourd'hui plus des trois quarts du million d'étrangers en situation régulière que compte le Mexique, contre environ deux tiers en 2000. La population mexicaine compte plus de personnes originaires des États-Unis que la population américaine ne compte de Mexicains. L'immigration a été restreinte par les gouvernements qui a celui de Diaz, mais n'a jamais cessé complètement au cours du 20e siècle. Entre 1937 et 1948, plus de 18 000 républicains espagnols sont arrivés en tant que réfugiés de l'Espagne nationaliste et franquiste. Leur accueil par l'élite criollo mexicaine a été mitigé, mais ils ont réussi à s'imposer car la plupart de ces nouveaux arrivants ont reçu une éducation d'érudits et d'artistes. Ce groupe a fondé le Colegio de Mexico, l'une des principales institutions universitaires du pays.
L'une des rares colonies européennes de l'ère porfirienne à avoir survécu jusqu'à aujourd'hui est centrée sur la petite ville de Chipilo, dans l'État de Puebla. Ce sont les descendants de réfugiés vénitiens, environ 500, arrivés dans les années 1880, qui ont conservé leur dialecte vénitien et leur identité ethnique distincte, même si beaucoup se sont mariés avec d'autres Mexicains. Nombre d'entre eux pratiquent encore l'agriculture et l'élevage, mais les changements économiques les ont poussés à se tourner vers l'industrie. Pendant la Révolution mexicaine, Álvaro Obregón a invité un groupe de mennonites germanophones du Canada à se réinstaller dans l'État de Chihuahua. À la fin des années 1920, ils étaient près de 10 000 personnes à être arrivées du Canada et d'Europe,. Aujourd'hui, le Mexique représente environ 42 % de tous les mennonites d'Amérique latine, avec 115 000 pratiquants. Les mennonites du pays se distinguent particulièrement dans leur environnement rural par leurs vêtements traditionnels, leur langue Plautdietsch, leur peau, leurs cheveux et leurs yeux clairs. Ils possèdent leurs propres entreprises dans diverses communautés de Chihuahua et représentent environ la moitié de l'économie agricole de l'État, notamment dans la production de fromages.

### Dans la société actuelle

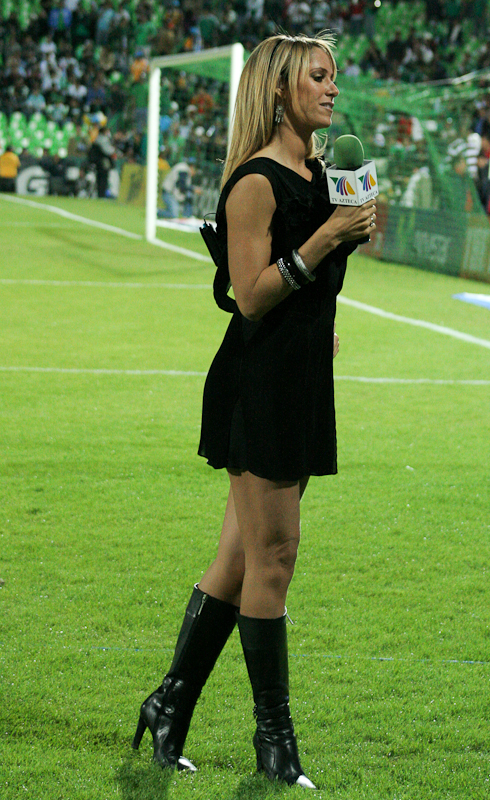
Inés Sainz Gallo, journaliste, commentatrice sportive et mannequin mexicaine.

L'absence d'une ligne de démarcation claire entre les Mexicains blancs et métis a rendu le concept de race relativement fluide, l'ascendance étant un facteur plus déterminant que les traits biologiques. Même s'il existe une grande variation de phénotypes parmi les Mexicains, l'apparence européenne est toujours fortement préférée dans la société mexicaine, la peau plus claire recevant une attention plus positive, car elle est associée à une classe sociale plus élevée, au pouvoir, à l'argent et à la modernité. En revanche, l'ascendance indigène est souvent associée à une classe sociale inférieure, ainsi qu'à un niveau d'éducation plus faible,. Ces distinctions sont les plus marquées à Mexico, où se trouvent les élites les plus puissantes du pays.
Depuis la fin de la Révolution mexicaine, l'identité officielle promue par le gouvernement pour les Mexicains non indigènes est l'identité métisse (un mélange de culture et d'héritage européens et indigènes). Cette identité officielle a été établie dans l'intention initiale de supprimer les divisions et de créer une identité unifiée qui aurait permis au Mexique de se moderniser et de s'intégrer à la communauté internationale, n’a pas tenu ses promesses. On suppose que les raisons sont dues aux contradictions internes de l'identité, car elle inclut dans la même race théorique des personnes qui, dans les interactions quotidiennes, ne se considèrent pas comme étant du même peuple et ont peu de choses en commun sur le plan biologique, certains groupes étant entièrement indigènes, d'autres entièrement européennes, et comprenant également des Africains et des Asiatiques. Aujourd'hui, il n'existe pas de recensement définitif qui quantifie la population blanche du Mexique, les estimations de différentes publications variant considérablement, allant de seulement 9 % du total à 47 %, ce chiffre étant basé sur des traits phénotypiques plutôt que sur l'auto-identification de l'ascendance. Bien que le gouvernement mexicain n'ait pas utilisé officiellement les termes raciaux liés aux Européens ou aux Blancs  pendant près d'un siècle (il a recommencé à utiliser ces termes après 2010), les concepts de « Blancs » (appelés güeros ou blancos en espagnol mexicain) et d'« être blanc » n'ont pas disparu et sont toujours présents dans la culture mexicaine de tous les jours : différents idiomes de la race sont utilisés dans la société mexicaine, qui servent de termes médiateurs entre les groupes raciaux. Il n'est pas rare de voir des vendeurs de rue appeler un client potentiel Güero ou güerito, parfois même lorsque la personne n'a pas la peau claire. Dans ce cas, ce terme est utilisé pour créer une sorte de familiarité, mais dans les cas où les tensions sociales et, ou raciales sont relativement élevées, il peut avoir l'effet inverse.
Cette préférence généralisée des Mexicains, même ceux qui ont une ascendance indigène prédominante, pour les cultures et les valeurs européennes par rapport aux cultures indigènes, est connue sous le nom de malinchismo, qui signifie identifier ou favoriser une culture nord-américaine ou européenne par rapport à la culture indigène. Ce terme dérive de La Malinche, l'interprète indigène qui accompagnait Hernán Cortés lors de la conquête, et dont l'histoire est restée une fable mexicaine. Parmi les exemples de pratiques considérées comme du malinchismo dans le Mexique moderne, on peut citer les parents mexicains qui choisissent des prénoms anglais pour leurs enfants, par désir d'être associés aux États-Unis.

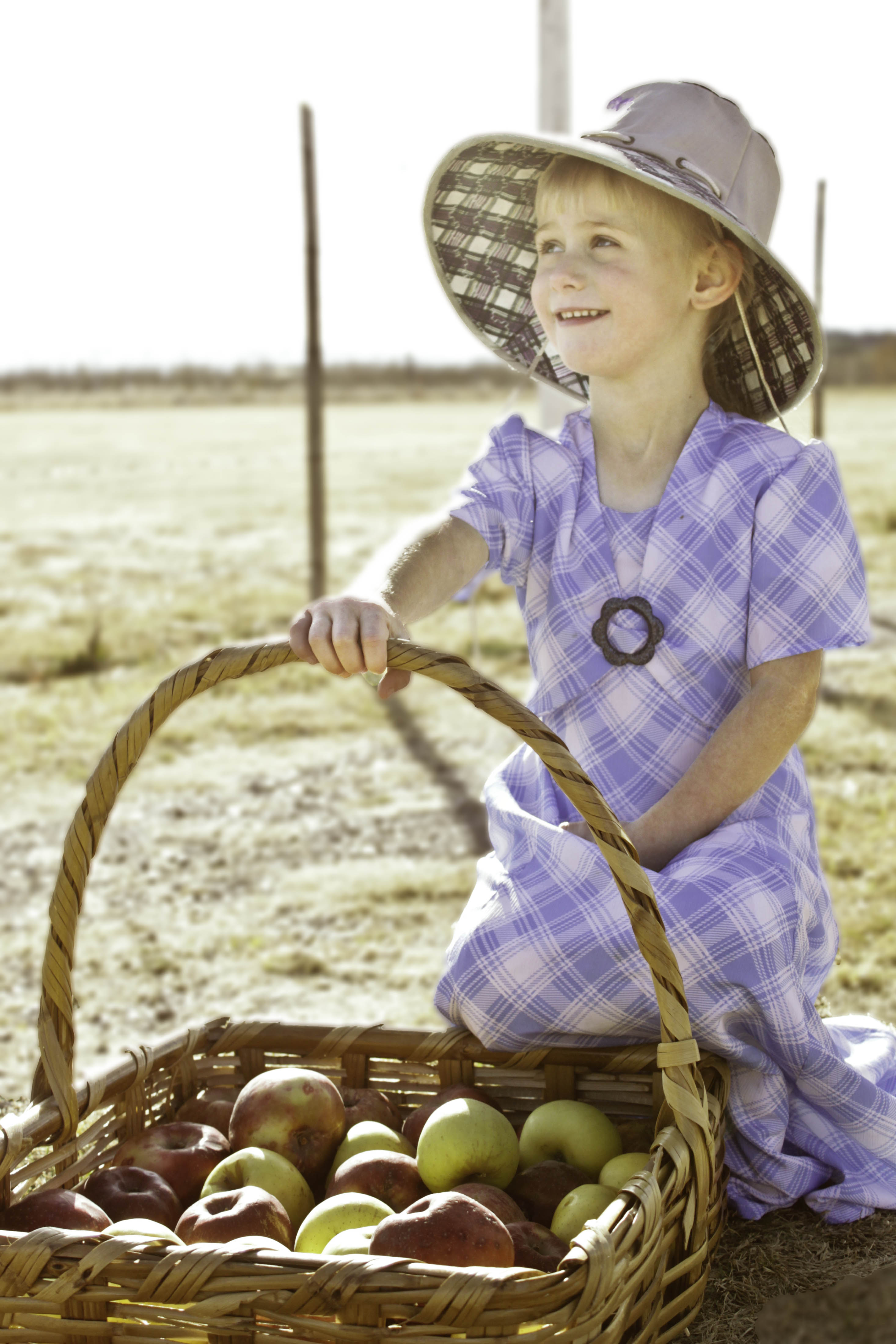
Une jeune fille mennonite à Cuauhtémoc, Chihuahua

La crise financière de 2008 a provoqué le déclin économique et augmenté le taux de chômage en Espagne. De ce fait, de nombreux Espagnols ont émigré au Mexique à la recherche d'une meilleure vie. Par exemple, au cours du dernier trimestre 2012, 7 630 permis de travail ont été accordés à des Espagnols. Ils ont été rejoints par d'autres Européens du Sud dans les années 2010 en trouvant de meilleures opportunités de travail au Mexique. Des milliers d'Italiens, de Portugais, de Français et de Grecs ont ainsi trouvé des débouchés professionnels aux côtés des Espagnols au Mexique.
Soixante-sept pour cent de la population anglophone d'Amérique latine vit au Mexique, la plupart sont d'ailleurs des ressortissants américains. Depuis les années 1930 il y a eu un afflux notable de personnes venant des États-Unis pour vivre au Mexique, devenant ainsi le plus grand groupe d'étrangers dans le pays. Cependant, la plupart des Américains au Mexique ne sont pas des immigrants au sens traditionnel du terme, car ils y vivent en tant que retraités ou ne se considèrent pas comme des résidents permanents,.

## Recherche génétique
Les nombreuses études sur la composition génétique de la population mexicaine  ont donné une myriade de résultats différents; il n'est pas rare que différentes études génétiques réalisées au même endroit varient considérablement. Des exemples clairs de ces variations sont observés dans la ville de Monterrey, dans l'État de Nuevo León, qui, selon les études, présente une ascendance européenne moyenne allant de 38% à 78%, et dans la ville de Mexico, dont le mélange européen varie de 21 % à 70 %. Ces variations peuvent s'expliquer par le contexte socio-économique des échantillons analysés, ainsi que par les critères de recrutement des volontaires : certaines études n'analysent que les Mexicains qui s'identifient comme métis, d'autres peuvent classer l'ensemble de la population mexicaine comme « métis », d'autres encore peuvent faire les deux, comme l'étude génétique de 2009 publiée par l' INMEGEN (Institut national mexicain de médecine génomique), qui affirme que 93 % de la population mexicaine est métisse et que le reste de la population est amérindienne. Cette affirmation a été très médiatisée au fil des ans, au grand dam des scientifiques de l'institut susmentionné, qui se sont plaints que l'étude avait été mal interprétée par la presse, car elle n'était pas censée représenter la population mexicaine dans son ensemble. Selon la méthodologie de l'étude susmentionnée, l'institut n'a recruté que des personnes qui s'identifiaient explicitement comme métisses. Enfin, certaines études évitent d'utiliser une quelconque classification raciale et incluent toutes les personnes s'identifiant comme mexicaines ; ces études sont celles qui font généralement état de la plus grande mixité européenne pour un lieu donné.
L'idéologie du Métissage, qui a brouillé les lignes de démarcation entre les races au niveau institutionnel, a également eu une influence significative sur les études génétiques réalisées au Mexique. Comme les critères utilisés dans les études pour déterminer si un Mexicain est métis ou indigène reposent souvent sur des traits culturels tels que la langue parlée plutôt que sur l'auto-identification raciale ou sur une sélection basée sur le phénotype, certaines études montrent que les populations considérées comme indigènes en raison de la langue parlée présentent un degré plus élevé de mélange génétique européen que les populations considérées comme métisses dans d'autres études. L'inverse se produit également, puisqu'il existe des cas où des populations considérées comme métisses présentent des fréquences génétiques très similaires à celles des peuples d'Europe continentale dans le cas des métis de l'État de Durango ou à celles des Américains d'origine européenne dans le cas des Métis de l'État de Jalisco.
Indépendamment des critères utilisés, toutes les études réalisées sur l'ADN autosomique coïncident sur le fait qu'il existe une variation génétique significative en fonction de la région analysée, le sud du Mexique ayant une contribution génétique amérindienne prédominante et une contribution génétique africaine faible mais supérieure à la moyenne, la région centrale du Mexique présentant un équilibre entre les composantes amérindiennes et européennes, jusqu'aux villes situées à la frontière entre le Mexique et les États-Unis, où des études laissent à penser à une résurgence significative des mélanges amérindiens et africains.
À ce jour, aucune recherche génétique n'a été menée sur les Mexicains d'ascendance européenne complète ou prédominante.
Une publication de 2014 résumant la recherche en génétique des populations au Mexique, y compris trois enquêtes nationales et plusieurs enquêtes régionales spécifiques, a révélé que dans les études réalisées à ce jour, en comptant uniquement les études qui ont examiné l'ascendance des deux parents (ascendance autosomique) : « L'ascendance amérindienne est la plus répandue (51 % à 56 %) dans les trois estimations générales (initialement publiées par l'INMEGEN en 2009), suivie de l'ascendance européenne (40 % à 45 %) ; la part africaine ne représente que 2 % à 5 %. À Mexico, la contribution européenne a été estimée entre 21 % et 32 % dans six des sept rapports, avec la valeur anormale de 57 % obtenue dans un seul échantillon de 19 sujets, bien que ce pourcentage ne puisse pas vraiment être qualifié d'anormal, car il existe des études autosomiques qui obtiennent des pourcentages d'ascendance européenne de 51 %, 52 %, 70 %, et 52 %, (la dernière étant pour la région centrale du Mexique dans son ensemble), mais qui n'ont pas été incluses dans cette publication pour des raisons non spécifiées. Selon les études incluses, l'ascendance européenne est la plus répandue dans le nord (Chihuahua, 50 % ; Sonora, 62 % ; Nuevo León, 55 %), mais dans un échantillon récent de Nuevo León et ailleurs dans le pays, l'ascendance amérindienne est dominante. »
Une étude autosomique menée en 2006 à l'échelle nationale, la première jamais réalisée par l'Institut national de médecine génomique du Mexique (INMEGEN), qui incluait les États de Guerrero, Oaxaca, Veracruz, Yucatan, Zacatecas et Sonora, a révélé que les Mexicains qui s'identifient comme métis sont à 58,96 % européens, à 35,05 % amérindiens et à 5,03 % autres.
En 2007, une étude réalisée sur des Mexicains de Mexico a révélé que l'ascendance autosomique des Mexicains était à 52 % européenne, tandis que l'ascendance amérindienne était à 44 %. Toutefois, les auteurs ont noté que l'ascendance amérindienne sur le chromosome X était de 54 %. Les auteurs de l'étude ont déclaré que cela correspondait à la formation génétique des Latinos, un processus impliquant principalement des hommes européens et des femmes amérindiennes.

## Voir également
- Blancs en Amérique latine
- Blancs américains
- Indigènes du Mexique
- Afro-Mexicains
- Gringo
- Immigration espagnole au Mexique